# أولاد معزة (أولاد مغزة - أولاد بابا سعيد)
أولاد معزة هو دُوَّار يقع بجماعة الشلالات، عمالة المحمدية، جهة الدار البيضاء سطات في المملكة المغربية. ينتمي الدوّار لمشيخة أولاد مغزة - أولاد بابا سعيد التي تضم دوارين. يقدر عدد سكانه بـ 3696 نسمة حسب الإحصاء الرسمي للسكان والسكنى لسنة 2004.

## روابط خارجية
- البوابة الوطنية للجماعات الترابية
- المندوبية السامية للتخطيط